# 伏拉德二世
龍公伏拉德二世（羅馬尼亞語：Vlad II Dracul，—1447年12月）是瓦拉几亚大公，1436年—1442年、1443年—1447年在位。“Dracul”在羅馬尼亞語中的意思是「龍」，他被人稱作龍公。他是吸血鬼——「德古拉伯爵」的原型弗拉德三世之父。

## 外部連結
- Vlad II's rather reliable genealogy （页面存档备份，存于）
- Wallachian History （页面存档备份，存于）
- Wallachian Rulers （页面存档备份，存于）